# Jacques Drèze
Jacquese H. Drèze (Verviers, 5 agosto 1929 – 25 settembre 2022) è stato un economista belga, famoso per i suoi contributi alla teoria economica, econometria, e economia politica così come per la sua leadership nella professione di economista. Drèze fu il primo presidente della European Economic Association nel 1986 e fu presidente della Econometric Society nel 1970.

## Biografia
Nato a Verviers (Belgio) nel 1929, Jacques Drèze si laureò in economia alla vicina Université de Liège, e poi ottenne un Ph.D. alla Columbia University nel 1958, con una tesi su “Individual Decision Making under Partially Controllable Uncertainty” relata da William Vickrey.
Dopo un primo lavoro accademico presso la Carnegie Mellon University di Pittsburgh, egli raggiunse la Université Catholique de Louvain nel 1958, ed vi è sempre rimasto da allora in poi - eccetto per alcune visite presso la Northwestern University, la University of Chicago, e la Cornell University - fino al raggiungimento della pensione nel 1989. Nonostante il pensionamento egli rimane ancora molto attivo nella ricerca economica.
È stato uno studioso di teorie decisionali, dell'ottimo peretiano, di teoria dei giochi e delle teorie del second best. Ha ricevuto oltre 15 dottorati onorari tra i quali, il 27 febbraio 1988, la laurea honoris causa in scienze politiche dall'Università di Bologna durante le celebrazioni del IX centenario dell'Alma Mater Studiorum. Nel 1996 è stato tra i fondatori del CORE - Centre for Operations Research and Econometrics dell'Université catholique de Louvain presso Louvain-la-Neuve. Ha inoltre partecipato alla fondazione dell'European Doctoral Program in QuantitativeEconomics (EDP).
Jacques Drèze era padre di cinque figli. Uno di questi è l'economista Jean Drèze, famoso per i suoi scritti sulla povertà e fame in India (alcuni dei quali sono stati redatti in collaborazione con Amartya K. Sen); un altro figlio, Xavier Drèze, è professore di Marketing alla UCLA.

### Decisioni informate dalla teoria economica, statistica e ottimizzazione
La visione economica di Drèze enfatizza il ruolo normativo di teoria economica nella forma dell'economia politica, con l'uso dell'econometria Bayesian e dell'ottimizzazione matematica. Questa visione è illustrata in un comunicato di Dreze indirizzato in qualità di presidente alla Econometric Society nel 1970:

"Dobbiamo ora considerare come una sfida realistica l'analisi formale di problemi di decisione in economia, che poggia su una specifica dei fini e dei mezzi saldamente radicata nella teoria economica, che incorpora un trattamento probabilistico di informazioni economiche, e avvalendosi delle possibilità offerte dalle tecniche di programmazione matematica per calcolare le politiche ottimali." 

"Dobbiamo prepararci a fare meglio: innanzitutto, mettendo in relazione più strettamente la specifica della funzione di criterio generale per la teoria economica ...; secondariamente, trattando in termini probabilistici tutti i parametri ignoti del modello, invece di procedere in modo condizionale su stime puntuali per alcuni di questi; e al terzo posto, dalla ricerca di regole di decisione ottimale da tecniche di programmazione matematica."

### Core
Queste frasi descrivono il programma di ricerca di un istituto di ricerca che fu fondato da Drèze, CORE, Il Center for Operations Research and Econometrics, presso la Université catholique de Louvain. Presso il CORE operano economisti, econometricisti, game theorist w operations research.
Per far crescere questi tre punti, Drèze si è concentrato sulla teoria economica ma ha anche contribuito all'econometria ed ottimizzazione. Il lavoro principale di Drèze verte per lo più sull'economia teoretica e applicata, estendendosi alle questioni di microeconomia e macroeconomia. Il suo lavoro teorico spesso usa la general equilibrium theory. Il lavoro di macroeconomia si rifà alla teoria neokeynesiana, all'econometria empirica, e all'economia politica.
Drèze ha contribuito con il suo lavoro alla decision theory e Bayesian econometric metodo. Drèze ha anche scritto articoli sulla game theory (37, 53, 75), mathematical programming (14, 35) e stability di dynamical systems (45, 47).

## Contributi all'economia
I contributi di Drèze all'economia combinano rilevanza politica e tecniche matematiche.

"Veramente, i modelli giocano lo stesso ruolo in economia come nel mondo della moda: essi procurano un quadro articolato sul quale sfoggiare il materiale da avvantaggiare ...; un'utile regola, ma carica di pericoli che il designer possa essere travisato dalle proprie personali inclinazioni per il modello, mentre il cliente può dimenticarsi che il modello è maggiormente razionalizzato che nella realtà."

### Economia dell'incertezza e assicurazione

#### Preferenze dipendenti dallo stato di natura
Tra games of strategy e games against nature, rimane una terra di mezzo nella quale le incertezze sono parzialmente controllabili dal decision-maker---situazioni etichettate come “games of strength and skill” da von Neumann e Morgenstern, o “moral hazard” nei lavori susseguenti. Tali problemi di moral hazard sono stati discussi da Jacques Drèze nella sua dissertazione, giungendo al paper (8) del 1961, la cui analisi fu generalizzata nel 1987 (76), e semplificata nel 2004 (123).  La teoria di Drèze permette le preferenze dipendenti dallo stato dell'ambiente. Il comportamento razionale è ancora caratterizzato da subjective expected utility massimizzazione, in cui la utility è stato-dipendente, e la mathematical optimization comprende la scelta di un'ottima probabilità soggettiva da un sottostante set fattibile.

## Pubblicazioni

### Libri di Jacques Drèze
Citazioni e commenti tratti dal c.v. di Jacques Drèze (6 marzo 2009):
- 1. Allocation under Uncertainty: Equilibrium and Optimality (Ed.), Macmillan, London, 1974.
- 2. Essays on Economic Decisions under Uncertainty, Cambridge University Press, Cambridge, 1987.
  - Twenty reprinted papers, organised under 7 headings: individual decision theory, markets and prices, consumer decisions, producer decisions, theory of the firm, human capital and labour contracts, public decisions.
- 3. Labour Management, Contracts and Capital Markets, A General Equilibrium Approach, Oxford, 1989.
  - An extended version of the 1983 Yrjö Jahnsson Lectures, dealing with the pure theory of labour-managed, then stock-market economies; stock-market economics with labour contracts; labour management versus labour contracts under incomplete capital markets; and some macroeconomic aspects.
- 4. Europe's Unemployment Problem (Ed.), MIT Press, Cambridge (Mass.), 1990. (With C. Bean, J.P. Lambert, F. Mehta and H. Sneessens, Eds)
  - Papers prepared under the European Unemployment Program, a 10-country research initiative supervised by Richard Layard and Drèze in 1986-88. The country papers adopted a common econometric framework inspired by work on Belgium by Drèze and Henri Sneesens (see article [71]). Includes a 65-page synthesis by Charles Bean and Drèze.
- 5. Underemployment Equilibria: Essays in Theory, Econometrics and Policy, Cambridge University Press, Cambridge, 1991.
  - Eighteen reprinted papers, organised under 8 headings: overview, equilibria with price rigidities, efficiency of constrained equilibria, public goods and the public sector, price adjustments, wage policies, econometrics, and policy.
- 6. Money and Uncertainty: Inflation, Interest, Indexation, Edizioni Dell'Elefante, Roma, 1992.
  - An extended version of the 1992 Paolo Baffi Lecture at Banca d'Italia, dealing successively with a positive theory of positive inflation, with interest rates policies and with wage indexation.
- 7. Pour l'emploi, la croissance et l'Europe, De Boeck Université, 1995.
  - Ten papers (some initially written in French, some translated from English) dealing successively with growth and employment, technical progress and low-skilled employment, European macroeconomic policies, work sharing, Europe's capital city and a status for regions within a Europe of nations. Most papers are based on lectures addressed to non-specialist audiences.

### Articoli selezionati di Jacques Drèze
- 7. "Quelques réflexions sereines sur l'adaptation de l'industrie belge au Marché Commun", Comptes Rendus de la Société d'Economie Politique de Belgique, Bruxelles, 275, 3-37, 1960; translated as "The Standard Goods Hypothesis" in The European Internal Market: Trade and Competition, Eds. A. Jacquemin and A. Sapir, 13-32, Oxford University Press, Oxford, 1989.
  - Product differentiation and economies of scale as a new source of comparative advantage---a pillar of the extensive theory of "intra-industry trade", and of some more recent developments following the paper by Krugman in AER 1970.
- 8. "Les fondements logiques de l'utilité cardinale et de la probabilité subjective", in La Decision, Colloques Internationaux du CNRS, Paris, 73-97, 1961.
  - Extension of individual decision theory to moral hazard and state-dependent preferences, based on unpublished Ph.D. Thesis, revised and more systematically presented in [76].
- 12. "L'utilité sociale d'une vie humaine", Revue Francaise de Recherche Opérationnelle, 23, 93-118, 1962.
  - Introduces the "willingness to pay" approach to the demand for safety.
- 13. "Some Postwar Contributions of French Economists to Theory and Public Policy", American Economic Review, 54, 2, 1-64, 1964.
  - An extensive review (with some extensions) of the work of the French marginalist school (Allais, Boiteux, Massé. . .), with additional sections on intertemporal allocation (Allais, Malinvaud...) and French planning.
- 21. "Market Allocation under Uncertainty", European Economic Review, 2, 2, 133-165, 1971.
  - Interpretation of the Arrow-Debreu contingent-markets model. An early statement and demonstration of the martingale property of prices for contingent claims.
- 23. "A Tâtonnement Process for Public Goods", Review of Economic Studies, 38, 2, 133-150, 1971. (With D. de la Vallèe Poussin.)
  - Introduces the well-known MDP process for public goods, demonstrates convergence and provides an early analysis of incentive compatibility.
- 25. "Discount Rates for Public Investments in Closed and Open Economies", Economica, 38, 152, 395-412, 1971; reprinted in Cost-Benefit Analysis, A.C. Harberger and G.P. Jenkins Eds, Edward, 2002, and in Discounting and Environmental Policy, J. Scheraga, Ed., Ashgate, 2002. (With A. Sandmo.)
  - Second-best analysis of the choice of a discount rate for public investment (previously confined to partial analysis). The social discount rate should be a weighted average of rates of return on specific investments, with weights reflecting marginal shares.
- 26. "Cores and Prices in an Exchange Economy with an Atomless Sector", Econometrica 40, 6, 1090–1108, 1972. (With J. Jaskold Gabszewicz, D. Schmeidler and K. Vind.)
  - For an exchange economy with both an atomless sector and atoms, the paper gives alternative sufficient conditions for a core allocation to have a competitive restriction to the atomless sector.
- 27. "Econometrics and Decision Theory", Econometrica, 40, 1, 1-17, 1972.
  - Presidential address to the Econometric Society; summarises Drèze's work on Bayesian Econometrics (see also [61]) and expounds complementarities between economic theory, decision theory, econometrics and mathematical programming.
- 28. "Consumption Decisions under Uncertainty", Journal of Economic Theory, 5, 3, 308-335, 1972. (With F. Modigliani.)
  - Clearly distinguished time preferences from risk preferences and temporal versus timeless uncertainty, while expounding results on savings and portfolio choices under uncertainty.
- 33. "Investment under Private Ownership: Optimality, Equilibrium and Stability" in Allocation under Uncertainty: Equilibrium and Optimality, Macmillan, chap. 9, 1974.
  - Develops the "incomplete markets" model of general equilibrium under uncertainty, with a single commodity per state, as an extension of the special model (fixed coefficients) introduced in the seminal paper by Diamond in AER 1967; proves basic results (most notably non-convexity, but also existence of stockholders equilibria, their inefficiency, and stability of stock-market valuation of investments.)
- 34. "Bayesian Theory of Identification in Simultaneous Equations Models" in Studies in Bayesian Econometrics and Statistics, Eds. S.E. Fienberg and A. Zellner, North-Holland, 1974.
  - Based on an unpublished manuscript of 1962. Introduces the Bayesian concept of identification and applies it to SEM; together with [39, 41, 44], forms the core of the material summarised in [61] and outlined in [27].
- 36. "Existence of an Exchange Equilibrium under Price rigidities", International Economic Review, 16, 2, 301-320, 1975.
  - Introduces an equilibrium concept for market economies operating under price rigidities (the so-called Drèze equilibrium) and a now widely used method of proving existence. Covers both real and nominal rigidities defined by upper and/or lower bounds on individual prices.
- 38. "Pricing, Spending and Gambling Rules for Non-Profit Organisations" in Public and Urban Economics, Essays in Honor of William S. Vickrey, Ed. R.E. Grieson, Lexington Books, 59-89, 1976. (With M. Marchand.)
  - Second-best theory applied to non-profit organisations, including Ramsey-Boiteux pricing, criteria for capital accumulation or consumption and guidelines for risk-taking.
- 39. "Bayesian Limited Information Analysis of the Simultaneous Equations Model", Econometrica 44, 5, 1045–1075, 1976.
  - The fundamental paper on Bayesian methods for SEM, including the use of ratio-form poly-t densities.
- 40. "Some Theory of Labour Management and Participation", Econometrica, 44, 6, 1125–1139, 1976.
  - Walras lecture to the 1975 World Congress of the Econometric Society. Preview of book [3]. Includes the first general-equilibrium analysis of labour management. Under labour-mobility across firms, labour-management equilibria replicate competitive equilibria.
- 41. "Bayesian Full Information Analysis of Simultaneous Equations", Journal of the American Statistical Association 71, 345, 919-923, 1976. (With J.-A. Morales.)
  - Extension of [39] from limited to full information: a broader class of prior densities and a more informative analysis, at greater computational cost.

### Visione e progetti
- "From uncertainty to macroeconomics and back: an interview with Jacques Drèze", Pierre Dehez and Omar Licandro. Macroeconomic Dynamics, 9, 2005, 429–461.
- Jacques H. Drèze. 1972. “Econometrics and decision theory [Presidential address to the Econometric Society]” Econometrica, 40(1): 1-18. [J. H. Drèze 1987. Essays on Economic Decisions Under Uncertainty. Cambridge UP]:
- Jacques H. Drèze. 1987. “Underemployment Equilibria: From Theory to Econometrics and Policy” [First Congress of the European Economic Association, Presidential Address] European Economic Review, 31: 9—34. In Drèze 1993]
- Gérard Debreu. 1991. "Address in honor of Jacques Drèze". Pages 3–6 in W. A. Barnett, B. Cornet, C. D'Aspremont, J. Gabszewicz, A. Mas-Colell, eds. Equilibrium Theory and Applications. Cambridge University Press

### Disoccupazione
- Jacques H. Drèze, Charles R. Bean, JP Lambert. 1990. Europe's Unemployment Problem. MIT Press. This book has chapter-versions of the following refereed articles:
  - Henri R. Sneessens and Jacques H. Drèze. 1986. “A Discussion of Belgian unemployment, combining traditional concepts and disequilibrium econometrics.” Economica 53: S89—S119. [Supplement: Charles Bean, Richard Layard, and Stephen Nickell, eds. 1986. The Rise in Unemployment. Blackwell]
  - Jacques H. Drèze and Charles Bean. 1990. “European unemployment: Lessons from a multicountry econometric study.” Scandinavian Journal of Economics Vol 92, No. 2: 135—165 [Bertil Holmlund and Garl-Gustaf Löfgren, eds. Unemployment and Wage Determination in Europe. Blackwell. 3—33. In Dréze 1993.]
- Jacques H. Drèze. 1993. Underemployment Equilibria: Essays in Theory, Econometrics, and Policy. Cambridge UP. This collection contians the following essay:
  - Jacques H. Drèze; Torsten Persson; Marcus Miller. "Work-Sharing: Some Theory and Recent European Experience". Economic Policy, Vol. 1, No. 3 (Oct., 1986), pp. 561–619.

#### Discussioni di tesi studentesche
- Sneessens, Henri B. 1981. Theory and Estimation of Macroeconomic Rationing Models. Springer-Verlag Lecture Notes in Economics and Mathematical Systems, Volume 191.
- Lambert, Jean-Paul. 1988. Disequilibrium Macroeconomic Models: Theory and Estimation of Rationing Models Using Business Survey Data. Cambridge UP.

### Politica economica, specialmente per l'Europa
- Drèze, Jacques H.; Malinvaud, Edmond. 1994. 'Growth and employment: The scope for a European initiative', European Economic Review 38, 3—4: 489—504.
- Drèze, Jacques, E. Malinvaud, P. De Grauwe, L. Gevers, A. Italianer, O. Lefebvre, M. Marchand, H. Sneesens, A. Steinherr, Paul Champsaur, J.-M. Charpin, J.-P. Fitoussi & G. Laroque (1994) “Growth and employment: the scope for a European initiative”. European Economy, Reports and Studies 1, 75–106.
- Drèze, Jacques H.; Henri Sneessens (1996). 'Technical development, competition from low-wage economies and low-skilled unemployment', Swedish Economic Policy Review. 185–214.
- Jacques H. Drèze. 2000. “Economic and social security in the twenty-first century, with attention to Europe”. Scandinavian Journal of Economics 102, 327–348.

### Teoria dell'impresa, specialmente lavoro nell'impresa
- JHD. 1989. Labour Management, Contracts and Capital Markets: A General Equilibrium Approach. [1983 Yrjö Jahnsson Lectures]. Basil Blackwell.
- JHD. "Some Theory of Labor Management and Participation", Econometrica, Vol. 44, No. 6 (Nov., 1976), pp. 1125–1139
- JHD. "(Uncertainty and) The Firm in General Equilibrium Theory". The Economic Journal, Vol. 95, Supplement: Conference Papers (1985), pp. 1–20,

### Economia Pubblica
- JHD. "Research and Development in Public Economics: William Vickrey's Inventive Quest of Efficiency". The Scandinavian Journal of Economics, Vol. 99, No. 2 (Jun., 1997), pp. 179–198
- JHD. 1995. “Forty years of public economics: A personal perspective”. Journal of Economic Perspectives Vol. 9, No. 2: 111—130.
- J. H. Drèze; D. de la Vallee Poussin. "A Tâtonnement Process for Public Goods", The Review of Economic Studies, Vol. 38, No. 2. (Apr., 1971), pp. 133–150.

#### Planning ed economia regionale
- Jacques Drèze; Paul de Grauwe; Jeremy Edwards. "Regions of Europe: A Feasible Status, to Be Discussed". Economic Policy, Vol. 8, No. 17 (Oct., 1993), pp. 265–307
- Abraham Charnes; Jacques Drèze; Merton Miller. "Decision and Horizon Rules for Stochastic Planning Problems: A Linear Example". Econometrica, Vol. 34, No. 2. (Apr., 1966), pp. 307–330.

### Statistica ed enonometria Bayesiana: Equazioni simultanee e Louvain School
- JHD. "Bayesian Limited Information Analysis of the Simultaneous Equations Model". Econometrica, Vol. 44, No. 5 (Sep., 1976), pp. 1045–1075.
- JHD and Juan-Antonio Morales. "Bayesian Full Information Analysis of Simultaneous Equations". Journal of the American Statistical Association. Vol. 71, No. 356 (Dec., 1976), pp. 919–923.
- JHD and Jean-François Richard. 1983. "Bayesian Analysis of Simultaneous Equation Systems". Chapter 9, pages 517-598, in Handbook of Econometrics, Volume I, edited by Zvi Griliches and Michael D. Intriligator. (Book 2 of Handbooks in Economics, edited by Kenneth J. Arrow and Michael D. Intriligator) North-Holland.

#### Colleghi
- Luc Bauwens, Michel Lubrano, Jean-François Richard. 1999. Bayesian Inference in Dynamic Econometric Models. Oxford University Press. (JHD wrote the "Foreword", pages v-vi)

- Jean Pierre Florens, Michel Mouchart, Jean-Marie Rolin. 1990. Elements of Bayesian Statistics. Pure and Applied Mathematics, Volume 134. Marcel Dekker.

### CORE
- Bernard Cornet and Henry Tulkens, eds. Contributions to Operations Research and Economics. The twentieth anniversary of CORE. Papers from the symposium held in Louvain-la-Neuve, January 1987. Edited by. MIT Press, Cambridge, MA, 1989. xii+561 pp. ISBN 0-262-03149-3

## Riferimenti bibliografici
- Arrow, K. J. (1953), "Le rôle des valeurs boursières pour la répartition la meilleure des risques", in Econométrie, CNRS, Paris, 41-47 (translated as "The role of securities in the optimal allocation of risk-bearing", in Review of Economic Studies 31, 91-96, 1964).
- Barro, R. J. and H. I. Grossman (1971), "A general disequilibrium model of income and employment", American Economic Review 61, 82-93.
- Benassy, J. P. (1975), "Neo-Keynesian disequilibrium theory in a monetary economy", Review of Economic Studies 42, 502-23.
- Boiteux, M. (1951), "La tarification au cout marginal et les demandes aléatoires", Cahiers du Séminiare d'Econométrie 1, 56-69.
- Dehez, Pierre (August 2006), "About Jacques H. Drèze".
- Diamond, Peter A. (1967), "The role of a stock market in a general equilibrium model with technological uncertainty", American Economic Review 42, 759-76.
- Grandmont, J. M. (1977), "Temporary general equilibrium theory", Econometrica 45, 535-72.
- Herings, J. J. (1996), Static and Dynamic Aspects of General Disequilibrium Theory, Kluwer.
- Magill, Michael and Martine Quinzii (1996), Theory of Incomplete Markets, MIT Press.
- Malinvaud, E. (1977), The Theory of Unemployment Reconsidered, Basil Blackwell.
- Radner, R. (1967), "Equilibre des marchés à terme et au comptant en cas d'incertitude", Cahiers du Séminaire d'Econométrie 17, 35-52.
- Radner, R. (1972), "Existence of Equilibrium of Plans, Prices and Price Expectations in a Sequence of Markets", Econometrica 40, 289-304.
- Roberts, J. (1987), "An equilibrium model with involuntary unemployment at flexible, competitive prices and wages", American Economic Review 77, 856-74.
- Rosen, S. (1985), “Implicit contracts: a survey”, Journal of Economic Literature 23, 1144-75.
- Zellner, A. (1971), An Introduction to Bayesian Inference in Econometrics, Wiley.